# Inval-Boiron
Inval-Boiron è un comune francese di 94 abitanti situato nel dipartimento della Somme nella regione dell'Alta Francia.

## Società

### Evoluzione demografica
Abitanti censiti